# Curry Hotel
Das Curry Hotel war ein der Alaska Railroad gehörendes Luxus-Hotel an der Bahnstrecke auf der halben Strecke zwischen Seward and Fairbanks. Es existierte von 1923 bis 1957.

## Geschichte
Mit dem Bau der Bahnstrecke der Alaska Railroad nach Fairbanks wurde am Milepost 248 ein Stützpunkt und ein Roadhouse für den Bau der Bahnstrecke errichtet, der den Namen Deadhorse erhielt. Mit der Fertigstellung der Bahnstrecke 1923 wurde an dieser Stelle durch die Bahngesellschaft ein Hotel errichtet und der Ort nach Charles F. Curry, einem Mitglied des Repräsentantenhauses in Curry, umbenannt. Damit konnten die Bahnreisenden auf der mehrtägigen Fahrt von Seward nach Fairbanks komfortabel übernachten. Gleichzeitig diente das Hotel auch als Bahnhofs-Empfangsgebäude.
Schon bald begann die Bahngesellschaft das Hotel und die Umgebung als Reiseziel zu vermarkten. 1924 wurde über den Susitna River eine 164 m lange Fußgänger-Hängebrücke errichtet und es erfolgte der Bau der Aussichtshütte Curry Lookout auf der Bergkette Curry Ridge, die eine gute Sicht auf den Denali bietet, sowie eines Wander- und Reitweges dahin. 
1926 wurde das Hotel erweitert, außerdem wurden eine 3-Loch-Golf-Anlage, ein Tennisplatz und ein Schwimmbad erbaut. 1927 wurden zur Versorgung der Hotelgäste verschiedene Stallungen für Geflügel und Schweine errichtet. Im Winter wurden spezielle Ski-Züge nach Curry angeboten.
1935–1936 wurde das Hotel abermals erweitert und besaß nunmehr 75 Zimmer. Daneben wurden weitere 30 Zimmer für die Bahnbeschäftigten bewirtschaftet. Mit der Errichtung des Mount McKinley Park Hotels Ende der 1930er Jahre begann eine Abwanderung der Gäste. 1944/1945 wurde das Hotel renoviert und eine Cocktailbar eingebaut. 1947 wurde ein Ski-Lift errichtet und der Skisport in der Region beworben. Am 9. April 1957 brannte das Hotel bis auf die Fundamente nieder. Die Alaska Railroad beseitigte in der Folge die verbliebenen Reste.

## Lage
Die Bahnstrecke der Alaska Railroad liegt auf dem östlichen Ufer des Susitna River. Das Hotel und die dazugehörigen Gebäude und die Wohnhäuser der Bewohner lagen auf dem Land zwischen der Bahnstrecke und dem Fluss.  Die Bahnstrecke beschreibt in Richtung Fairbanks gesehen eine leichte Rechtskurve. Das Hotel lag direkt am Bahngleis und verfügte über einen Bahnsteig. Direkt hinter dem Hotel befand sich die Hängebrücke und nördlich des Hotels lag der überdachte Pool, der nach dem Verfüllen als Gewächshaus genutzt wurde. 

## Bauwerk
Das zweietagige Hotel mit einem Flachdach war in einer T-Form errichtet. Der Längsflügel befand sich direkt an der Bahnstrecke und beherbergte in der unteren Etage die Bahnhofseinrichtungen mit Fahrkartenschalter, Warte- und Gepäckräumen. In dem nach hinten führenden Flügel sowie in den oberen Etagen befanden sich die Gästezimmer. Toiletten und Waschräume befanden sich auf dem Flur. Der 1926 errichtete Erweiterungsbau war ein einzeln stehendes Gebäude hinter dem Hotel und mit dem Hotel durch einen überdachten Gang verbunden. Die 1935/36 erfolgte Erweiterung verband die beiden Gebäude. In dieser Erweiterung besaßen alle Gästezimmer ein eigenes Bad.